# Batalla de Issos
La batalla de Issos fue un encuentro armado entre el ejército macedonio de Alejandro Magno y el persa de Darío III Codomano, en noviembre del 333 a. C.

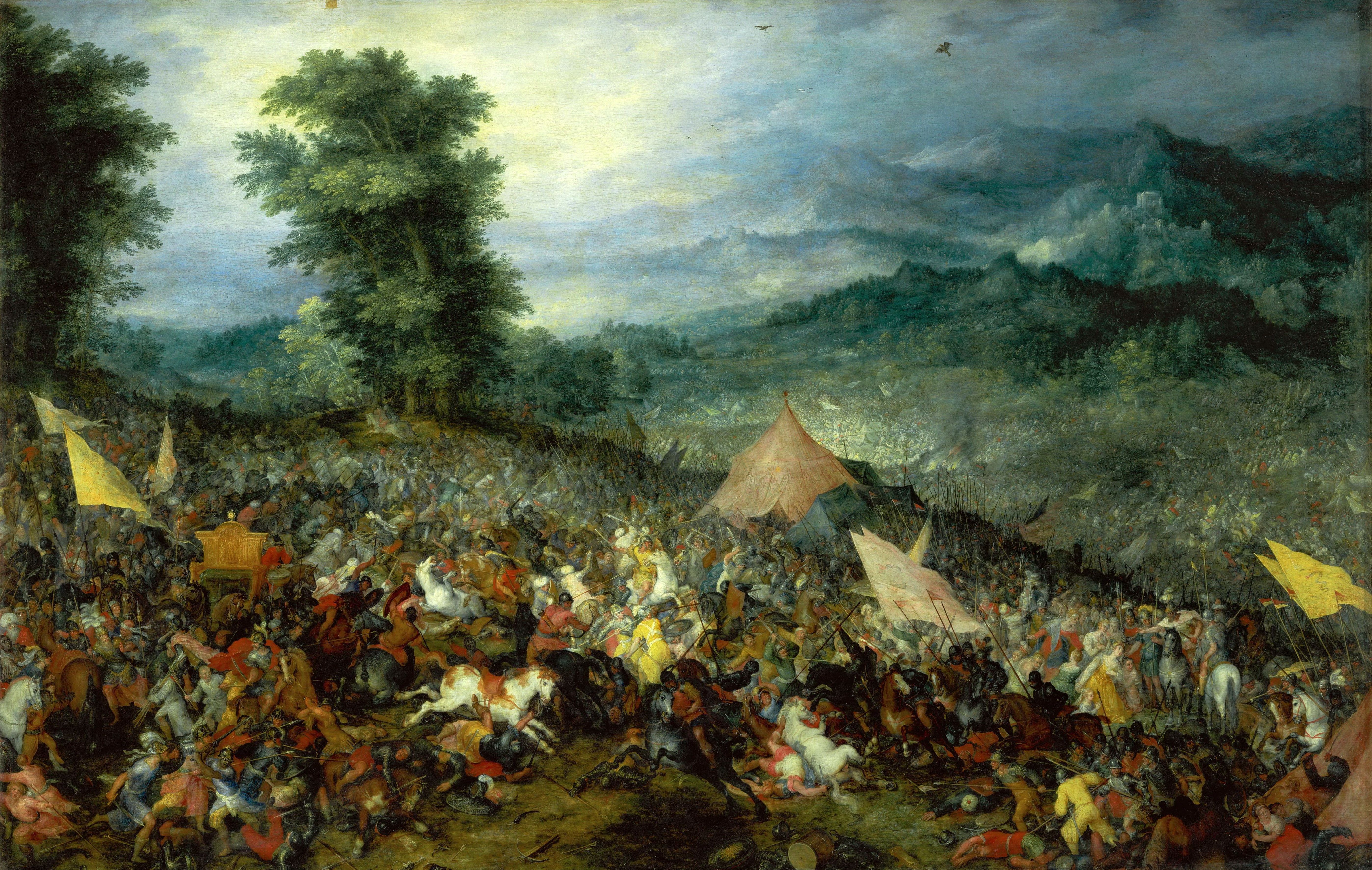
La Batalla de Issos por Jan Brueghel el Viejo, en el Museo del Louvre (París).

Después de que la liga de Corinto dirigida por Alejandro Magno derrotó a los sátrapas persas dirigidos por el mercenario griego al servicio de los persas Memnón de Rodas en la batalla del Gránico, Darío III tomó personalmente el mando del ejército de su imperio y lo dirigió a Asia Menor en un intento por atacar por sorpresa a los griegos por la retaguardia; Alejandro se vio obligado a ordenar una contramarcha y los dos ejércitos se encontraron en el río Pinaro cerca del pueblo de Issus.
La batalla terminó en una clara victoria griega tras lo cual el Imperio Aqueménida perdió todo contacto con su provincia de Egipto (la más lucrativa y que sería conquistada por Alejandro tras el sitio de Gaza), perdió permanentemente su acceso al mar Mediterráneo y perdió todas sus provincias en Asia Menor. La batalla fue también la primera vez que el ejército persa era derrotado con el rey Darío III y la primera vez que un ejército persa comandado por su rey era derrotado, por lo cual el resultado causó un desmoronamiento de la moral de los persas.

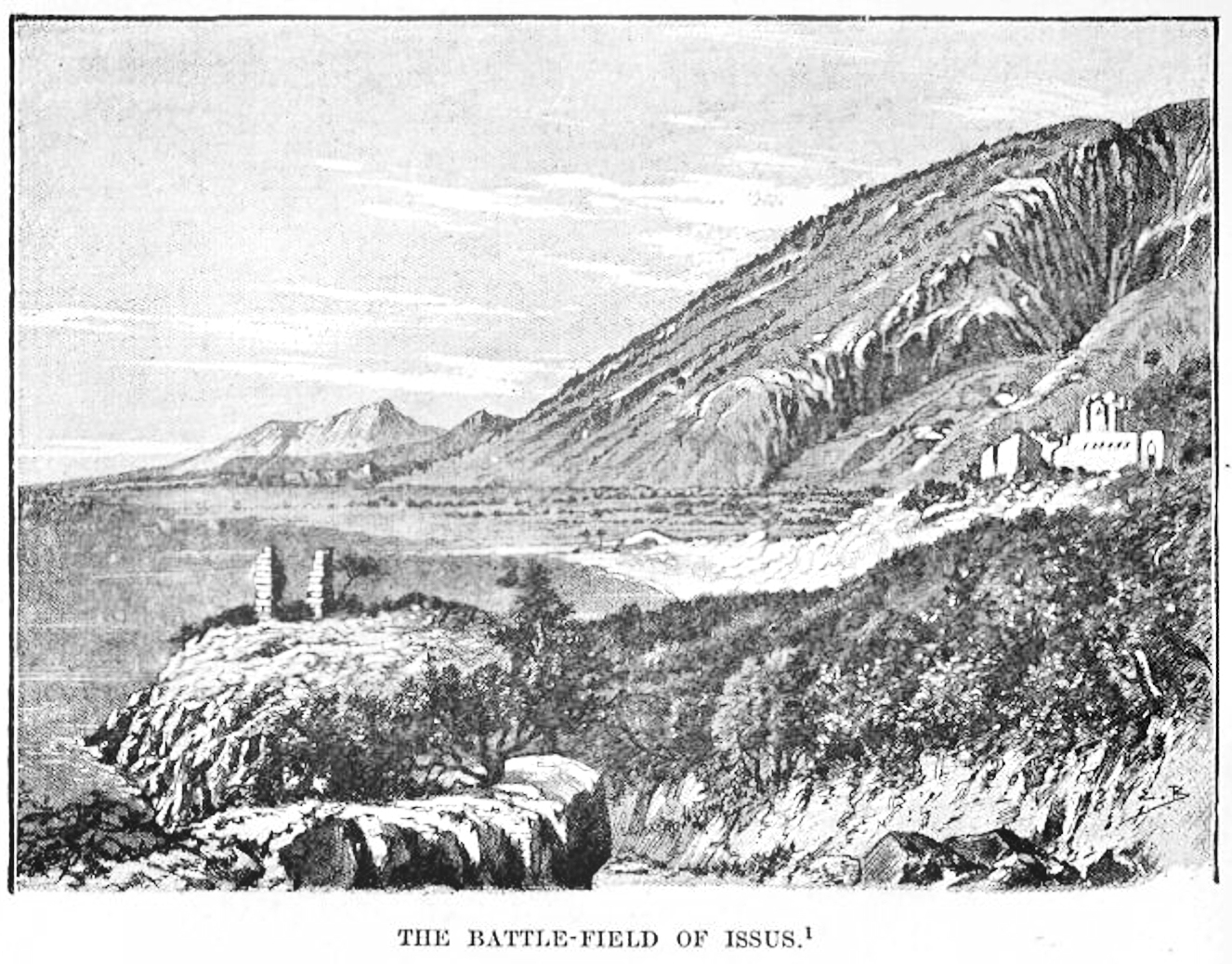
El campo de batalla de Issos tal como aparece en épocas recientes

## Ubicación
La batalla tuvo lugar en Issus al sur de la actual población de Alejandreta (o Iskanderun en turco, con el nombre "Iskander" siendo el equivalente del español "Alejandro"), fundada en 333 a. C. como Alexandria ad Issum ("Alejandra en Issus" en griego) por el mismo Alejandro para conmemorar su victoria en esta batalla; el río Pinaro (que podría ser el río actualmente conocido como río Deli Çay o el río Payas) corría por en medio de la población que se emplazaba frente al Golfo de Alejandreta. En general, el área es una planicie de 2.6 kilómetros de ancho rodeada de una cadena de montañas de un lado y el mar del lado opuesto. 
Alejandro escogió esta ubicación para que el ejército persa, que era mucho más numeroso que el macedonio, no pudiera explotar su ventaja numérica para flanquear y rodear a los griegos.
A pesar de las dificultades aparentes a primera vista, al final Alejandro sería capaz de ganar la batalla y revertir la situación en contra de Darío dejándolo a él en una situación estratégica peor.

## Antecedentes
Tras derrotar al sátrapa local en la batalla del Gránico, la resistencia persa organizada desaparece en Asia Menor, exceptuando algunos focos aislados como Mileto o Halicarnaso. Después de pasar un año asegurando su conquista de la península de Anatolia (actual Turquía), Alejandro comienza su ofensiva hacia Siria, con el propósito de neutralizar la peligrosa flota persa capturando sus puertos.
En las semanas y anteriores a la batalla, Alejandro limpió la región de Cilicia de tribus hostiles en una rápida campaña que duró siete días.
Cuando Alejandro se encontraba en Tarso (Cilicia), le llegaron noticias de que Darío preparaba un gran ejército en Babilonia. Si Darío conseguía alcanzar el golfo de Issos, podía utilizar el apoyo de la flota persa al mando de Farnabazo III, que aún operaba en el Mediterráneo, facilitando su suministro y probablemente desembarcando tropas en su retaguardia. De este modo, el macedonio dejó su ejército principal en Tarso, pero encargó a Parmenión tomar la costa alrededor de Issos.
En noviembre, Alejandro recibió informes de que el gran ejército había entrado en Siria y se encontraba a un día de distancia de entrar en Cilicia. Decidió reagrupar su disperso ejército y avanzar hacia el sur desde Issos a través del paso de Jonás, las «Puertas de Cilicia».
Darío, conocedor de que las tropas de Parmenión defendían el paso, eligió una ruta más septentrional. Los persas tomaron Issos sin oposición y asesinaron a todos los heridos que Alejandro había dejado atrás en la ciudad; a algunos de los heridos macedonios les cortaron las manos y les cauterizaron las heridas con brea tras lo cual los llevaron en un recorrido de todo el campamento persa y los liberaron con instrucciones de regresar con Alejandro y contarle todo lo que habían visto.
El rey persa se encontró con que su ejército se había situado tras los macedonios, cortando sus líneas de suministro. Avanzó entonces hacia el sur, llegando hasta el río Pínaro antes de que sus espías le informaran de que habían localizado a Alejandro marchando hacia el norte. Formó pues a sus tropas en línea de batalla en la estrecha llanura junto a la costa.
Alejandro se hallaba así en una situación estratégica muy precaria ya que había sido sorprendido por un enemigo mucho más numeroso, su posible ruta de retirada había sido cortada y a su retaguardia tenía a la ciudad de Fenicia que era potencialmente hostil y no se había sometido a la autoridad de Alejandro.
Más aún, se ha comentado por analistas e historiadores modernos que Darío, teniendo superioridad en números y líneas de suministros sumados a los recursos de todo un imperio, tan solo tenía que mantener su línea de batalla firme y esperar a que se desgastara el ejército de Alejandro. Por otro lado, el estrecho campo de batalla, cerrado por un lado del mar y del otro por montañas, impidió a Darío explotar sus números para flanquear a Alejandro. Al final, aunque Alejandro había comenzado en una desventaja estratégica, fue capaz de dejar a Darío en una situación estratégica peor.

## Combatientes

### Ejército persa
El ejército persa superaba mucho en número al macedonio. Aunque las cifras de este son desconocidas, los cálculos más bajos son de 60000 a 100 000 mientras que los más altos son de 600 000 persas (según Plutarco y Arriano), por otro lado, Diodoro Sículo y Justino mencionan 400 000 soldados persas, mientras que Rufo menciona 250 000.

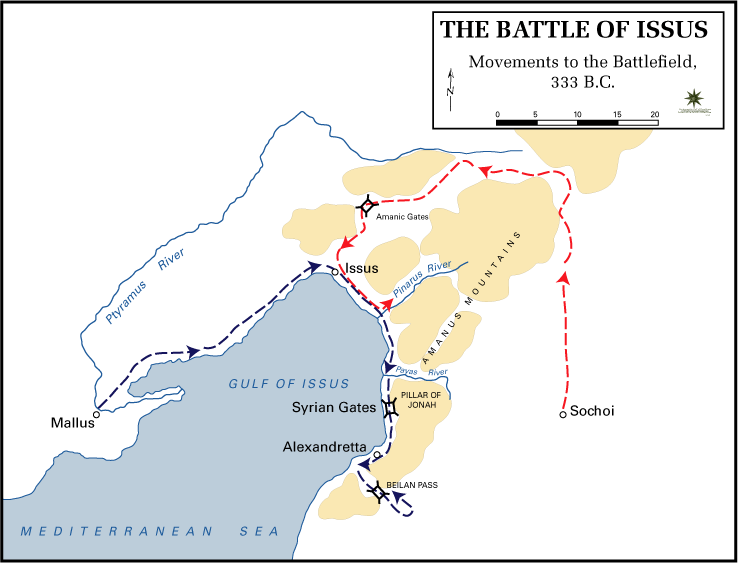
Movimientos previos a la batalla

La gran mayoría de los historiadores modernos desestiman estas cifras que serían imposiblemente grandes para la época, en lugar de esas cifras se estima que el ejército persa no pudo haber tenido mucho más de 100 000 efectivos, incluyendo alrededor de 11000 soldados de caballería y 10000 de la unidad de élite conocida como los Inmortales.
Se desconocen las bajas persas, pero se estima que hubo unos 40000 muertos.

### Ejército macedonio
El ejército de Alejandro consistía en unos 40000 elementos en total: 24000 soldados de infantería pesada (12000 falangistas, 3000 hipaspistas, 7000 hoplitas y 5000 mercenarios griegos). La caballería de Alejandro tenía 2100 hetairoi, 2100 tesalios, 600 prodromoi, 760 griegos y 300 peonios.
También había 13000 soldados de infantería ligera (peltastas, arqueros, honderos): compuestos por 6000 tracios, 5000 griegos, 1000 ilirios y 1000 cretenses. Finalmente, también había 5850 elementos de caballería.

### Disposiciones iniciales
Los griegos avanzaron por el Pilar de Jonás, con Alejandro liderando a su caballería de compañeros por el flanco derecho y envió a su caballería de Tesalia por la izquierda la cual era dirigida por Parmenio.

Disposición inicial de las tropas.

Darío por su parte formó a su caballería pesada en su derecha, a un lado de la costa, seguida por una falange de sus mercenarios griegos que tendría unos 12,000 elementos y sería comparable en número a la de Alejandro. A un lado de su falange de mercenarios Darío puso esparcida a su infantería persa, los cardacios, junto al río y hasta el pie de las colinas; las filas de estas unidades se extendían hasta el río y luego se doblaban y lo envolvían, asemejándose en su disposición a una letra R. Darío se posicionó en el centro de sus líneas con su mejor infantería la cual estaba compuesta de mercenarios griegos junto con su guardia de caballería real. Antes de comenzar la batalla, Darío envió a su tren de suministros y gran parte del tesoro imperial a Damasco con un cuerpo de soldados para resguardarlos; hizo esto con el propósito de aligerar el número de elementos en su ejército e incrementar su maniobrabilidad.
Durante la batalla anterior entre el ejército aqueménida y el ejército griego, Darío no puso mucha atención a las formaciones iniciales ni en estrategias complicadas, confiando más en el peso de su superioridad numérica para aplastar a los griegos; sin embargo, tras la derrota sufrida entonces Darío cambio su mentalidad y decidió dedicar más tiempo al desarrollo de sus estrategias y sus dispociones iniciales.
Algunas de las unidades clave de los macedonios serían la infantería macedonia del flanco izquierdo (justo a un lado de la costa) la cual estaba comandada por Parmenio que había sido ascendido al liderazgo de todo el flanco macedonio cuando en batallas anteriores tan solo lideraba una sola brigada de infantería macedonia regular (pezhetairoi). Crátero dirigía por su parte la infantería macedonia de este mismo flanco.

## La batalla
La batalla tuvo lugar bajo una llovizna ligera ese día.
Antes de comenzar la batalla, para animar a sus soldados e incrementar su moral, Alejandro dio un discurso a sus soldados invitándolos a demostrar su valor y llamando de nombre a algunos de sus soldados que se habían distinguido en batalla anteriormente; también hizo referencia a las hazañas militares del general mercenario griego Jenofonte y su expedición de los Diez Mil. Tras esto, los soldados macedonios gritaron vivas a su rey.

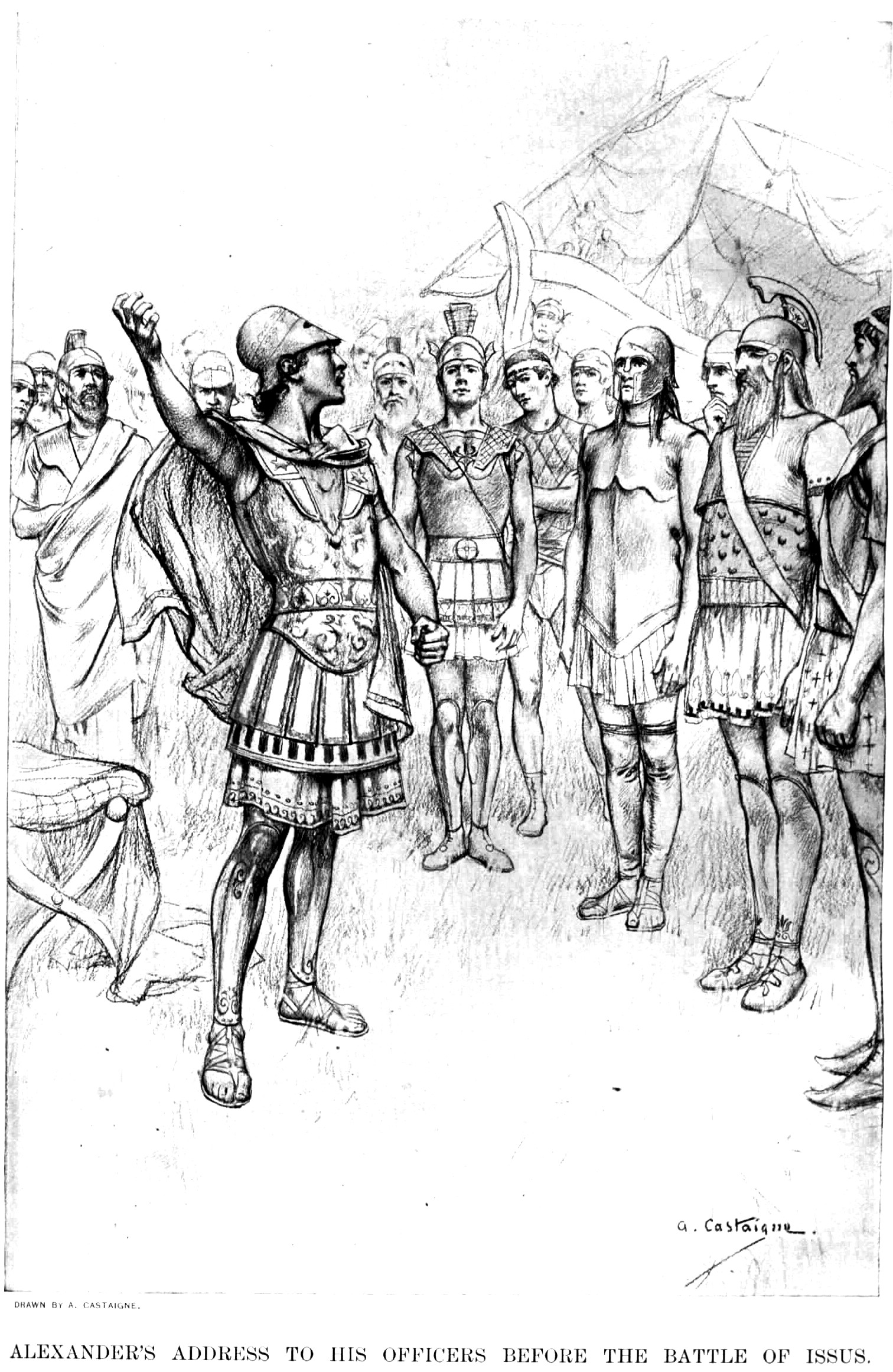
Alejandro arenga a sus oficiales antes de la batalla de Issos (1898-1899), obra de André Castaigne.

Alejandro se aseguró de que sus soldados comieran un buen alimento caliente al mediodía y envió una unidad de caballería y arqueros montados para realizar labores de reconocimiento y exploración. Después movió a su ejército para ocupar las mejores posiciones estratégicas, como los terrenos altos, lo que fue completado hacia la medianoche para lo cual en algunos casos tuvieron que explusar a unidades persas que estaban estacionadas ahí. Tras esto, sus soldados durmieron unas cuantas horas y despertaron al alba del día siguiente cuando Alejandro fue al punto más elevado y realizó un sacrificio en honor de los dioses griegos.
La batalla en sí comenzó a la media tarde del día siguiente cuando los persas terminaron de posicionar sus fuerzas en el campo de batalla. En este punto, la caballería persa en el lado ubicado junto a la costa se lanzó para atacar la caballería macedonia liderada por Parmenio enfrente de ellos, pero en cuanto cruzaron el río la caballería macedonia también avanzó y ambas fuerzas chocaron en el lado macedonio del río. La caballería macedonia resistió contra la persa que los superaba en número y recurrieron a lanzar cargas y retirarse repetidamente para mantener a la caballería persa ocupada. Alejandro vio el enorme ataque persa y envió a su caballería de Tesalia a reforzar el flanco en cuestión, pero les instruyó a cabalgar por detrás de las líneas macedonias para que sus movimientos quedaran oscurecidos a los persas.
La infantería macedonia del centro atacó el centro de los persas casi al mismo tiempo que la caballería persa inició su carga, pero su avance se vio amortiguado cuando tuvieron que cruzar el río y avanzar bajo el fuego de los arcos persas; adicionalmente, cuando por fin llegaron a las líneas persas, la infantería macedonia enfrentó dura resistencia sobre todo de parte de los mercenarios griegos al servicio persa y sufrió muchas bajas de al menos 120 oficiales, incluyendo a Ptolomeo, el hijo del general macedonio Seleuco.
Después de esto, los hipaspistas, dirigidos por Alejandro en persona, atacaron a los cardacios persas y lograron perforar la línea persa; este ataque funcionó demasiado bien y el flanco macedonio derecho atacó, abandonando su posición original, mientras el centro pasaba a la defensiva, lo cual abrió momentáneamente una brecha en la línea de combate macedónica que pudo haber sido atacada por Darío. De haber explotado esta ventaja, Darío podría haber dividido al ejército macedonio en dos y empujarlos hacia el mar.

Movimiento decisivo de Alejandro.

Los agrianos macedonios siguieron a los hipaspistas lanzando su propio ataque justo después e hicieron retroceder a los escaramuceros persas. Después de esto, Alejandro regreso de las líneas persas, montó su caballo y dirigió en persona a la élite caballería de los acompañantes que se lanzó contra el flanco izquierdo de los persas (aquel opuesto a la costa y ubicado al pie de las montañas), cruzando un vado que había sido pobremente cubierto por Darío. Luego de esto, el ataque de los Acompañantes macedonios que habían caído sobre el flanco derecho persa, básicamente causó la destrucción de este flanco persa. Tras esto, la caballería de acompañantes quedó ubicada en la retaguardia del centro persa; Alejandro vio que el centro persa estaba haciendo retroceder a los macedonios así que Alejandro y los acompañantes atacaron al centro persa desde atrás, lo cual causó su desintegración.
La situación del ejército persa, en un estrecho llano entre las montañas y el mar, impedía a Darío sacar ventaja de las grandes masas de infantería.
En este punto, Alejandro vio a Darío y su guardia imperial y se lanzó directamente contra ellos mientras parte de los acompañantes recorrían todo el campo de batalla para ayudar a la caballería persa que aún se encontraba trenzada en combate con la caballería tesalia macedonia. El ataque avanzó devastadoramente, y el propio Alejandro masacró personalmente a incontables soldados y oficiales persas, aunque la guardia real persa y el mismo hermano de Darío, Oxatres, trataron sin éxito de defender al rey; sin embargo, durante el ataque, Alejandro sufrió una herida ligera en un muslo que algunos relatos antiguos de la batalla dicen fue causada por el propio Darío (aunque esto se considera improbable y lo más seguro es que Alejandro fue herido por alguien más).

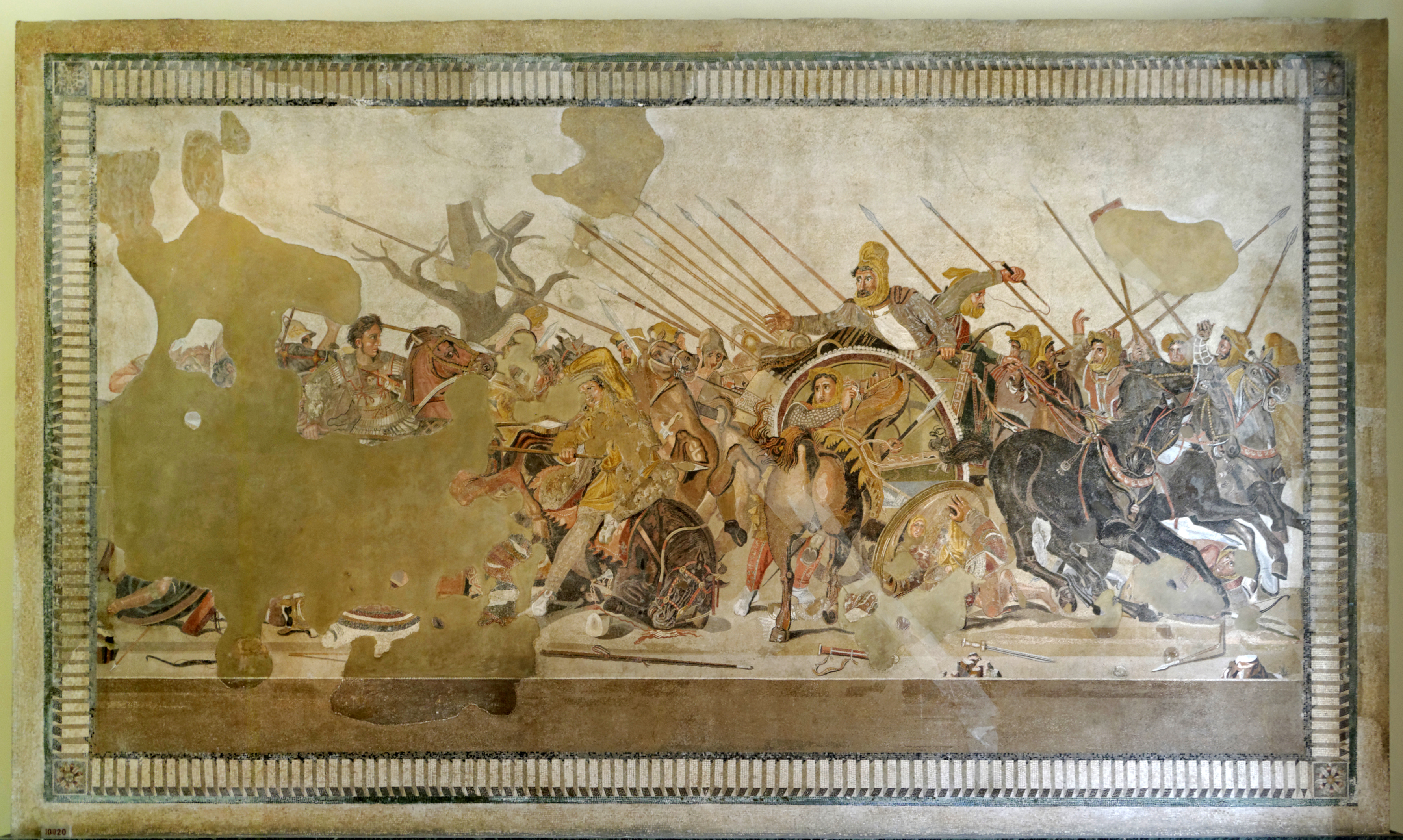
Mosaico de Issos creado en el año 325 a. C. y hallado en Pompeya, Roma

El ataque hizo que los caballos de la carroza real de Darío se asustaran; cuando Darío recuperó el control de los caballos, miró alrededor y juzgó que los macedonios se hallaban muy cerca de él y pensó que si no huía pronto sería cercado tras lo que cambió a una carroza más ligera y veloz y que huyó del campo de batalla. Esto a su vez hizo que la caballería y la poca infantería persas sobrevivientes también huyeran.
Alejandro detuvo brevemente su persecución para mover a sus unidades y proteger a la caballería de Tesalia en su flanco derecho, pero una vez hecho esto se lanzó de nuevo a la persecución de Darío, pero este tenía para ese punto ya unos 700 metros de ventaja. La ruta de escape de Darío se había llenado de persas en retirada y eran entre las 5 y 6 de la tarde con lo cual ya estaba anocheciendo, por lo que Alejandro tuvo que abandonar la persecución tras haber recorrido unos 50 kilómetros y Darío huyó. Darío huyó tan rápido que arrancó su túnica imperial para que no pudiera ser reconocido, dejó atrás gran parte su tesoro y dejó atrás a toda su familia (incluyendo todos sus hijos, madre y esposa).
Las notas de Ptolomeo I, recopiladas por Arriano, mencionan que Alejandro y sus guardaespaldas, en persecución de Darío, se encontraron con una grieta, que cruzaron fácilmente cabalgando sobre los cuerpos de los persas muertos que eran tan numerosos que llenaban la grieta completamente.

## Consecuencias
La batalla de Issos fue una victoria decisiva para los macedonios y marcó el comienzo del fin para el poder persa, que perdería para siempre todas sus provincias de Asia Menor y su acceso al Mediterráneo. La batalla fue también la primera vez que el ejército persa era derrotado con el rey Darío III y la primera vez que un ejército persa comandado por su rey era derrotado. Sin embargo, la mayoría de los 10,000 mercenarios griegos al servicio persa lograron escapar y formarían el núcleo de otro ejército persa que regresaría para combatir a los macedonios una vez más en Gaugamela.

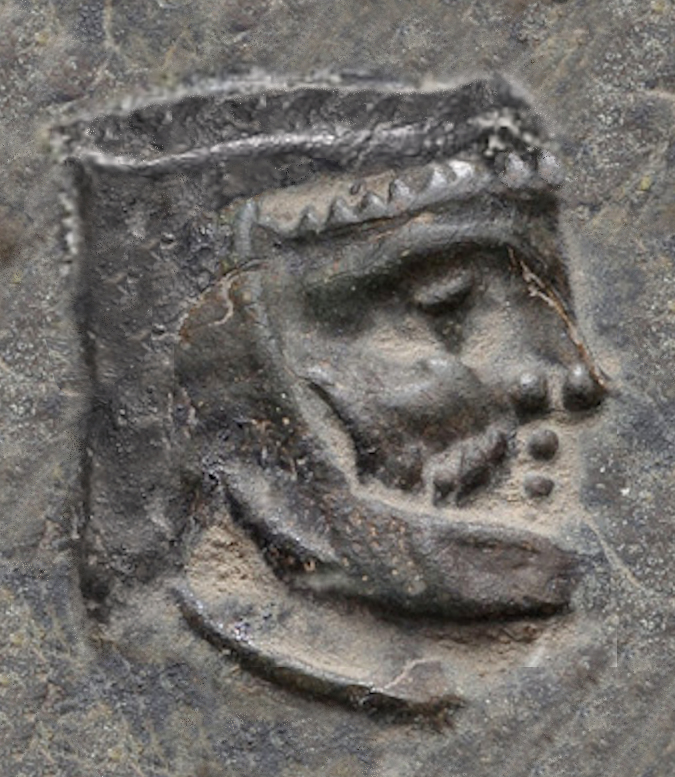
Retrato en una moneda del sátrapa persa de Egipto Sabaces que murió en la batalla

Entre las bajas persas en Issus se encontraron muchos oficiales de alto rango, incluyendo al sátrapa de Egipto Sabaces (que murió protegendo a Darío del ataque de Alejandro), el sátrapa de Frigia Atizyes, el sátrapa de Cilicia Arsames y el noble persa Reomitres.
Darío había huido con tanta prisa que dejó atrás su tesoro real de 5,600 talentos de oro y plata que fueron apropiadas por Alejandro; algo muy afortunado para él ya que se hallaba en necesidad de fondos para su gran campaña. Alejandro también encontraría y conservaría como trofeos la túnica imperial que Darío había arrojado anteriormente para no ser reconocido en su huida, el arco personal de Darío y su escudo.
El campamento persa también fue saqueado por los macedonios victoriosos que capturaron y se repartieron entre ellos joyería y tesoros por valor de unos 3,000 talentos de oro y plata; también encontraron a las cortesanas y doncellas imperiales que fueron abusadas, ultrajadas, forzadas en matrimonio o vendidas como esclavas.

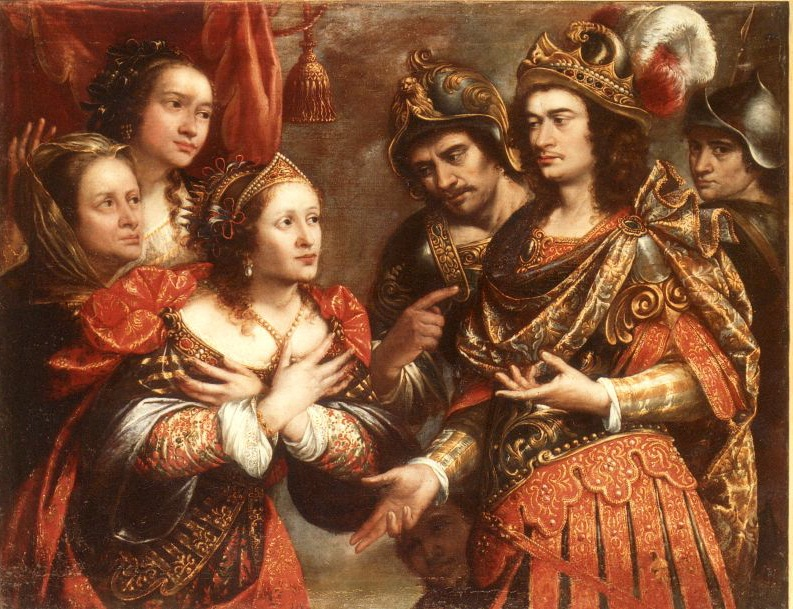
Alejandro se encuentra con la familia de Darío tras la batalla

Después de la batalla, los helenos capturaron también a Estatira (la mujer de Darío), a sus hijas Barsine-Estatira y Dripetis, su hijo Oco, y a la madre de Darío Sisigambis; todos ellos acompañaban al rey en su campaña lo cual era muy común cuando el emperador persa partía en campaña; sin embargo, a diferencia de las cortesanas persas que fueron violadas y abusadas por los soldados macedonios, la familia real de Persia fue aislada y tratada honorablemente puesto que los macedonios consideraban que eran un botín de guerra que por derecho le pertenecía solo a Alejandro. Desde el principio, 
Darío intentaría negociar el regreso de su familia con Alejandro, lo cual el rechazó y jamás sucedió: Darío y su familia jamás volverían a verse.
En un principio la familia real persa tenía mucho miedo de Alejandro ya que pensaban que el pretendía exhibirlos como prisioneros y quizás ejecutarlos o venderlos como esclavos, y cuando se les informo erróneamente que Darío había perecido en batalla rompieron en llanto; Alejandro oyó sus lamentos y les envío a su oficial Leonato para tranquilizarlos; pero cuando Leonato entró a la tienda de campaña de la familia imperial, la madre y esposa de Darío pensaron que estaban a punto de ser ejecutadas y se lanzaron a los pies de Leonato pidiendo que antes de morir les permitieran por lo menos enterrar el cuerpo de Darío tras lo cual Leonato les aclaro primeramente que Darío había escapado, que sus vidas serían preservadas, que su dignidad de familia imperial sería respetada y que su número de sirvientes imperiales sería incrementado; más aún, cuando Alejandro los vio en persona, prometió adoptar y criar personalmente al hijo de 6 años de Darío, (Oco), como si fuera su propio hijo.
Con esto, en muy poco tiempo Alejandro y la familia de Darío se volvieron muy cercanos al punto de que la madre de Darío trataría a Alejandro como su propio hijo y Alejandro finalmente desposaría a Barsine-Estatira a quien calificó como la mujer más adorable de toda Asia.
Alejandro retornó a su campamento alrededor de la medianoche y se baño en la bañera imperial de Darío y se vistió con sus ricas vestimentas imperiales; después sostuvo un banquete con sus generales en la mesa real de Darío; al recostarse en uno de los sillones reales persas Alejandro exclamaría con sarcasmo "así que en esto consiste ser un rey".
Al final, la batalla fue una gran victoria griega de la cual el imperio aqueménida no se recuperaría jamás del todo y los griegos la celebrarían durante generaciones aun después de la muerte de Alejandro Magno lo cual puede ser confirmado por las monedas que acuñarían durante los años y los siglos subsecuentes.